# Botanical Society of Scotland
De Botanical Society of Scotland (BSS) is de nationale botanische vereniging van Schotland. Deze vereniging is in 1836 opgericht in Edinburgh als de Botanical Society of Edinburgh. Sinds 1992 draagt de organisatie haar huidige naam. 
De vereniging heeft lokale afdelingen in Aberdeen, Dundee, Edinburgh, Glasgow, Inverness en St Andrews. De BSS heeft een samenwerkingsverband met de Royal Botanic Garden Edinburgh. In 1863 doneerde de vereniging haar herbarium aan de botanische tuin en in 1872 deed de organisatie dit met haar bibliotheek. Verder zijn er nog samenwerkingsverbanden met organisaties als Schotse universiteiten, Scottish Natural Heritage, Plantlife Scotland en de Botanical Society of the British Isles (BSBI). 
De vereniging richt zich op de promotie van de studie van planten en de uitwisseling van botanische kennis tussen leden. De BSS richt zich op bloeiende planten en niet bloeiende planten als naaktzadigen, algen, mossen, varens en schimmels. Er is een afdeling die zich bezighoudt met rotsplanten. De bescherming van de flora van Schotland heeft een hoge prioriteit. De organisatie is zowel toegankelijk voor wetenschappers als voor liefhebbers. Voor de leden worden er diverse activiteiten georganiseerd, waaronder veldexcursies, inventarisaties van de Schotse flora, symposia en lezingen. Jaarlijks is er een gezamenlijke bijeenkomst met de Botanical Society of the British Isles.
De organisatie is verantwoordelijk voor de publicatie van meerdere uitgaven, waaronder het wetenschappelijke tijdschrift Plant Ecology & Diversity en de nieuwsbrief BSS News. 